# Al-Biher (département)
Le département d'Al-Biher est l’un des six départements composant la province du Wadi Fira au Tchad. Son chef-lieu est Arada.

## Communes
Le département d'Al-Biher compte cinq communes :
- Arada ;
- Fama ;
- Kharma ;
- Am-Sidir ;
- Kadjmar.

## Histoire
Le département d'Al-Biher a été créé par l'ordonnance no 038/PR/2018 portant création des unités administratives et des collectivités autonomes du 10 août 2018.
Le département d'Al-biher est peuplé d'origine par :
- les Mahamid d'où provient le chef de canton Ali Bourma Treye (oulad Djounoub), Mahamat Hassabalrassoul (oulad Id), Outman Hassaballah (oulad Zed), Abdallah Achana (Nadja'a 1) et Abdelkerim Faïg (Nadja'a 2) ;
- les Mahrié d'où provient le chef de canton Oumar Abdelkerim Annadif ;
- les Gouran Nawarma d'où provient le chef de canton Guet Wardougou ;
- oulad Malik d'où provient le chef de canton Mahamat Abdelkerim.

## Administration
Le préfet départemental.
Le sous-préfet.
Maire de la ville : Aguid Outman Alkabak.
Les neuf chefs de cantons.

## Enseignement primaire et secondaire
- École primaire de Centre
- École primaire de Ridina
- École primaire de Abou Hadjar
- École primaire Ibnou Sina (مدرسة ابنو سينا العربية)
- Collège d’ARADA
- Lycée d’ARADA